# Stagmatophora acanthodes
Stagmatophora acanthodes är en fjärilsart som beskrevs av Edward Meyrick 1933. Stagmatophora acanthodes ingår i släktet Stagmatophora och familjen fransmalar. Inga underarter finns listade i Catalogue of Life.